# Dysdercus bimaculatus
Dysdercus bimaculatus es una chinche de la familia Pyrrhocoridae distribuida en el continente americano. Esta chinche es plaga del algodón, pero también se alimenta de semillas de Sterculia apetala, Ceiba pentandra y Pseudobombax septenatum. En Honduras es común encontrarlos copulando en la base de ceibas al final de la época seca.